# Hautevelle
Hautevelle est une commune française située dans le département de la Haute-Saône, la région culturelle et historique de Franche-Comté et la région administrative Bourgogne-Franche-Comté.

## Géographie

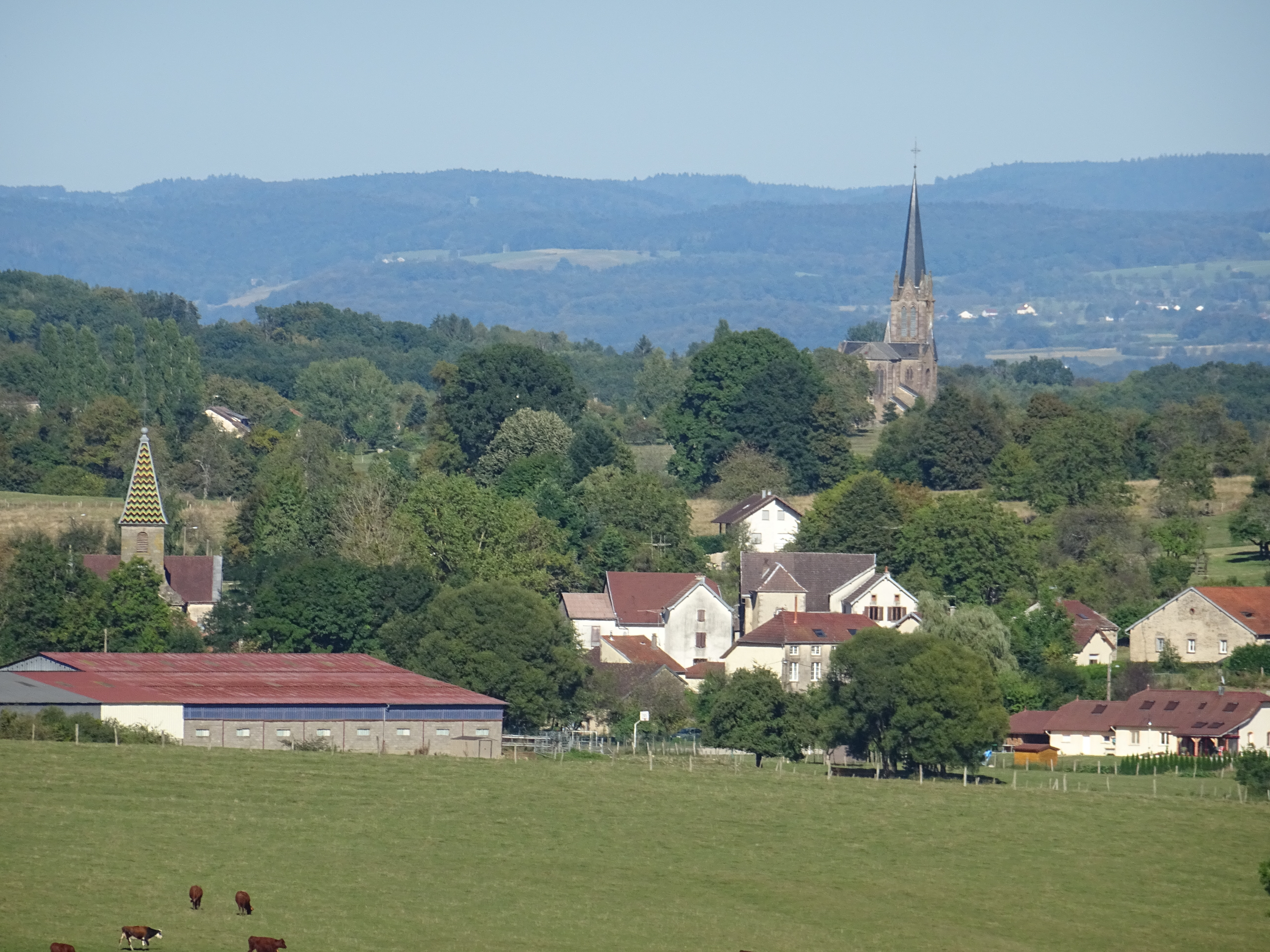
Paysage de Hautevelle et Francalmont vu depuis Briaucourt.

### Hydrographie
La commune est baignée par les eaux de la Rôge, ruisseau qui prend sa source dans le Beuchot avant de se jeter dans la Lanterne.

### Climat
Pour des articles plus généraux, voir Climat de la Bourgogne-Franche-Comté et Climat de la Haute-Saône.
En 2010, le climat de la commune est de type climat de montagne, selon une étude du Centre national de la recherche scientifique s'appuyant sur une série de données couvrant la période 1971-2000. En 2020, Météo-France publie une typologie des climats de la France métropolitaine dans laquelle la commune est exposée à un climat semi-continental et est dans la région climatique  Lorraine, plateau de Langres, Morvan, caractérisée par un hiver rude (1,5 °C), des vents modérés et des brouillards fréquents en automne et hiver. 
Pour la période 1971-2000, la température annuelle moyenne est de 10,1 °C, avec une amplitude thermique annuelle de 17,2 °C. Le cumul annuel moyen de précipitations est de 1 038 mm, avec 12,9 jours de précipitations en janvier et 10 jours en juillet. Pour la période 1991-2020, la température moyenne annuelle observée sur la station météorologique de Météo-France la plus proche, « Luxeuil », sur la commune de Saint-Sauveur à 9 km à vol d'oiseau, est de 10,8 °C et le cumul annuel moyen de précipitations est de 977,3 mm. 
La température maximale relevée sur cette station est de 38,9 °C, atteinte le 25 juillet 2019 ; la température minimale est de −25,9 °C, atteinte le 16 janvier 1966,,. 
Les paramètres climatiques de la commune ont été estimés pour le milieu du siècle (2041-2070) selon différents scénarios d'émission de gaz à effet de serre à partir des nouvelles projections climatiques de référence DRIAS-2020. Ils sont consultables sur un site dédié publié par Météo-France en novembre 2022.

## Urbanisme

### Typologie
Au 1er janvier 2024, Hautevelle est catégorisée commune rurale à habitat dispersé, selon la nouvelle grille communale de densité à sept niveaux définie par l'Insee en 2022.
Elle est située hors unité urbaine. Par ailleurs la commune fait partie de l'aire d'attraction de Luxeuil-les-Bains, dont elle est une commune de la couronne,. Cette aire, qui regroupe 41 communes, est catégorisée dans les aires de moins de 50 000 habitants,.

### Occupation des sols
L'occupation des sols de la commune, telle qu'elle ressort de la base de données européenne d’occupation biophysique des sols Corine Land Cover (CLC), est marquée par l'importance des forêts et milieux semi-naturels (57,4 % en 2018), une proportion identique à celle de 1990 (57,4 %). La répartition détaillée en 2018 est la suivante : 
forêts (52,2 %), prairies (30,4 %), milieux à végétation arbustive et/ou herbacée (5,2 %), zones urbanisées (4,8 %), zones agricoles hétérogènes (4,5 %), terres arables (3 %). L'évolution de l’occupation des sols de la commune et de ses infrastructures peut être observée sur les différentes représentations cartographiques du territoire : la carte de Cassini (XVIIIe siècle), la carte d'état-major (1820-1866) et les cartes ou photos aériennes de l'IGN pour la période actuelle (1950 à aujourd'hui).

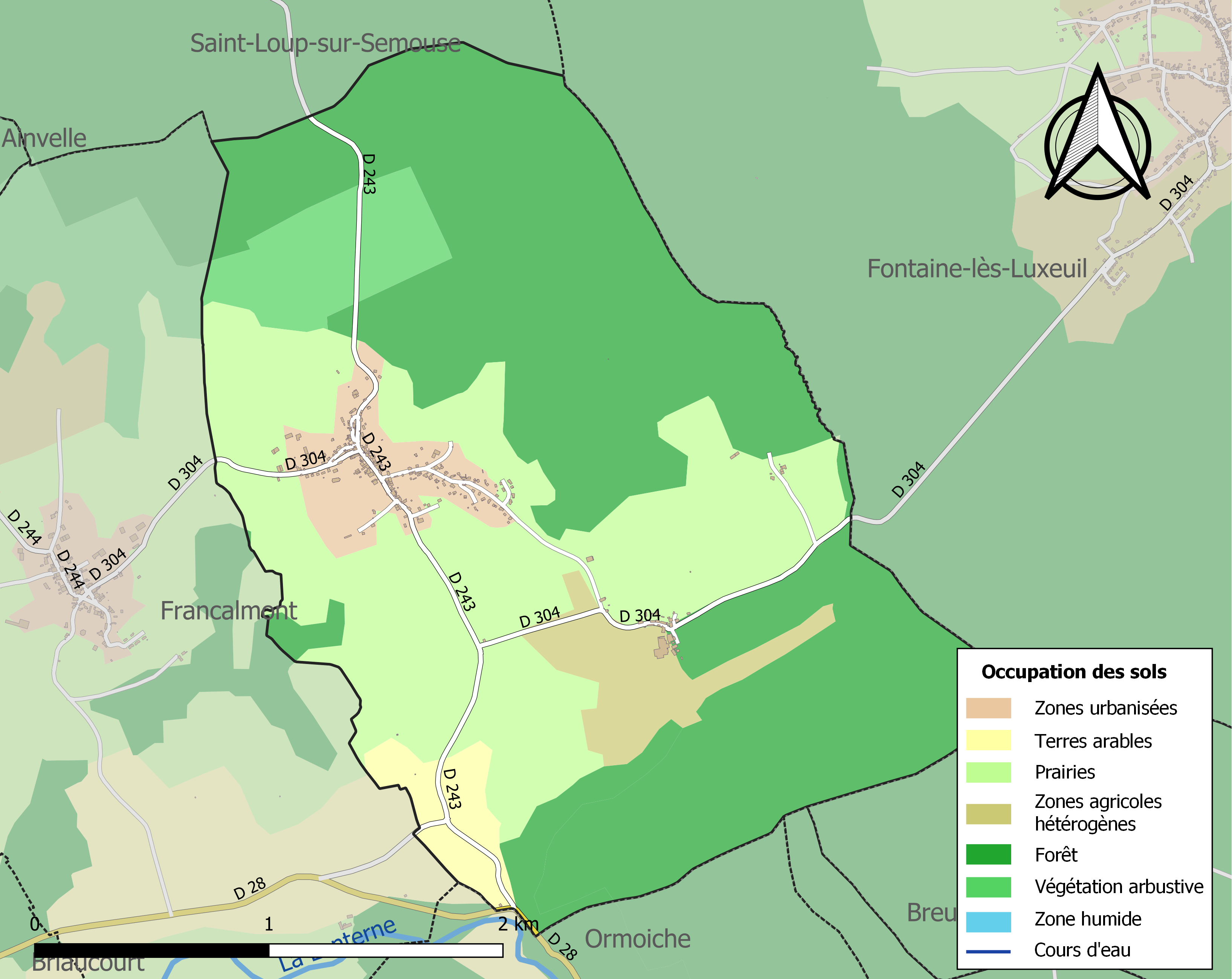
Carte des infrastructures et de l'occupation des sols de la commune en 2018 (CLC).

## Histoire
Hautevelle était une terre de surséance qui dépendait du duché de Bar mais qui a été intégrée à la Franche-Comté puis la Haute-Saône au XVIIIe siècle.

## Politique et administration

Carte départementale montrant en rouge les communes de la communauté de communes de la Haute Comté.

### Rattachements administratifs et électoraux
La commune fait partie de l'arrondissement de Lure du département de la Haute-Saône,  en région Bourgogne-Franche-Comté. Pour l'élection des députés, elle dépend de la première circonscription de la Haute-Saône.
Elle se trouve depuis 1793 dans le canton de Saint-Loup-sur-Semouse. Dans le cadre du redécoupage cantonal de 2014 en France, son territoire s'est agrandi, passant de 13 à 23 communes.

### Intercommunalité
La commune fait partie  de la communauté de communes de la Haute Comté, créée le 1er janvier 2014 et qui succède à trois petites intercommunalités.

### Liste des maires

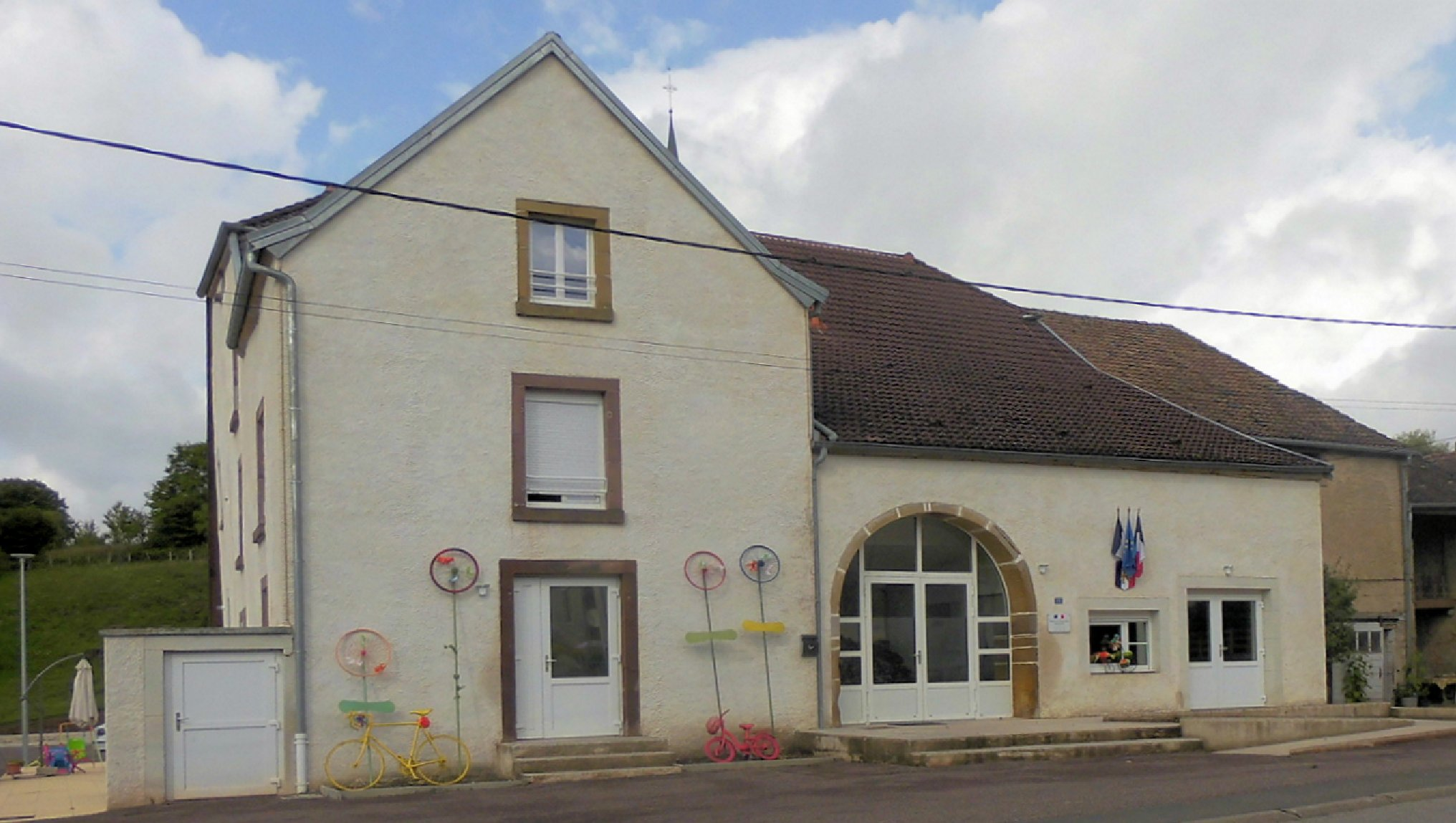
La mairie.

| Période                                  | Période                   | Identité        | Étiquette | Qualité                                 |
| ---------------------------------------- | ------------------------- | --------------- | --------- | --------------------------------------- |
| Les données manquantes sont à compléter. |                           |                 |           |                                         |
| avant 1995                               | ?                         | Hubert Piercy   |           |                                         |
| mars 2001                                | mars 2008                 | Claude Choux    |           |                                         |
| mars 2008                                | mai 2020                  | Paul Laurent    |           | Retraité Réélu pour le mandat 2014-2020 |
| mai 2020                                 | En cours (au 25 mai 2020) | Patrick Laurent |           |                                         |

## Démographie
L'évolution du nombre d'habitants est connue à travers les recensements de la population effectués dans la commune depuis 1793. Pour les communes de moins de 10 000 habitants, une enquête de recensement portant sur toute la population est réalisée tous les cinq ans, les populations de référence des années intermédiaires étant quant à elles estimées par interpolation ou extrapolation. Pour la commune, le premier recensement exhaustif entrant dans le cadre du nouveau dispositif a été réalisé en 2006.

En 2022, la commune comptait 253 habitants, en évolution de −4,17 % par rapport à 2016 (Haute-Saône : −1,4 %, France hors Mayotte : +2,11 %).
| 1793 | 1800 | 1806 | 1821 | 1831 | 1836 | 1841 | 1846 | 1851 |
| ---- | ---- | ---- | ---- | ---- | ---- | ---- | ---- | ---- |
| 315  | 269  | 397  | 384  | 411  | 497  | 505  | 571  | 579  |

| 1856 | 1861 | 1866 | 1872 | 1876 | 1881 | 1886 | 1891 | 1896 |
| ---- | ---- | ---- | ---- | ---- | ---- | ---- | ---- | ---- |
| 396  | 406  | 449  | 421  | 572  | 624  | 538  | 510  | 549  |

| 1901 | 1906 | 1911 | 1921 | 1926 | 1931 | 1936 | 1946 | 1954 |
| ---- | ---- | ---- | ---- | ---- | ---- | ---- | ---- | ---- |
| 548  | 590  | 535  | 410  | 395  | 401  | 356  | 340  | 354  |

| 1962 | 1968 | 1975 | 1982 | 1990 | 1999 | 2006 | 2011 | 2016 |
| ---- | ---- | ---- | ---- | ---- | ---- | ---- | ---- | ---- |
| 342  | 300  | 296  | 319  | 251  | 259  | 248  | 255  | 264  |

| 2021 | 2022 | - | - | - | - | - | - | - |
| ---- | ---- | - | - | - | - | - | - | - |
| 258  | 253  | - | - | - | - | - | - | - |

## Culture locale et patrimoine

### Lieux et monuments
- L'église.
- Forge du Beuchot (XVIIe siècle - aujourd'hui tréfilerie) et son étang de 24 ha réputé pour la pêche. Le Beuchot (Bahuchaut ou Beuchau) devrait son nom à un forgeron qui avait construit un martinet sur le ruisseau de la Rôge. Un haut fourneau y existait en 1715, mais son origine remontait beaucoup plus haut. Il aurait fondu les premiers boulets fabriqués au XVe siècle. En 1790, sa production était peu importante, 75 tonnes qui étaient utilisées par la tôlerie de la Chaudeau. Peu après, on lui adjoignit deux feux d'affinerie et il cessa de fonctionner en 1795. Une forge lui succéda qui fut ensuite transformée en tréfilerie.
- Ancien ermitage à la Logeotte (en ruine), existe déjà au XIVe siècle, lié à l'abbaye de Faverney.
- Observatoire astronomique : surmonté d'une coupole de 3,50 m de diamètre, l'observatoire abrite un télescope de 260 mm de diamètre et de 1 500 mm de focale. Il est la propriété du Centre social et culturel Georges Taiclet de Luxeuil-les-Bains.
- Chêne de la Vierge (+ de 400 ans).
- Vestiges gallo-romains.

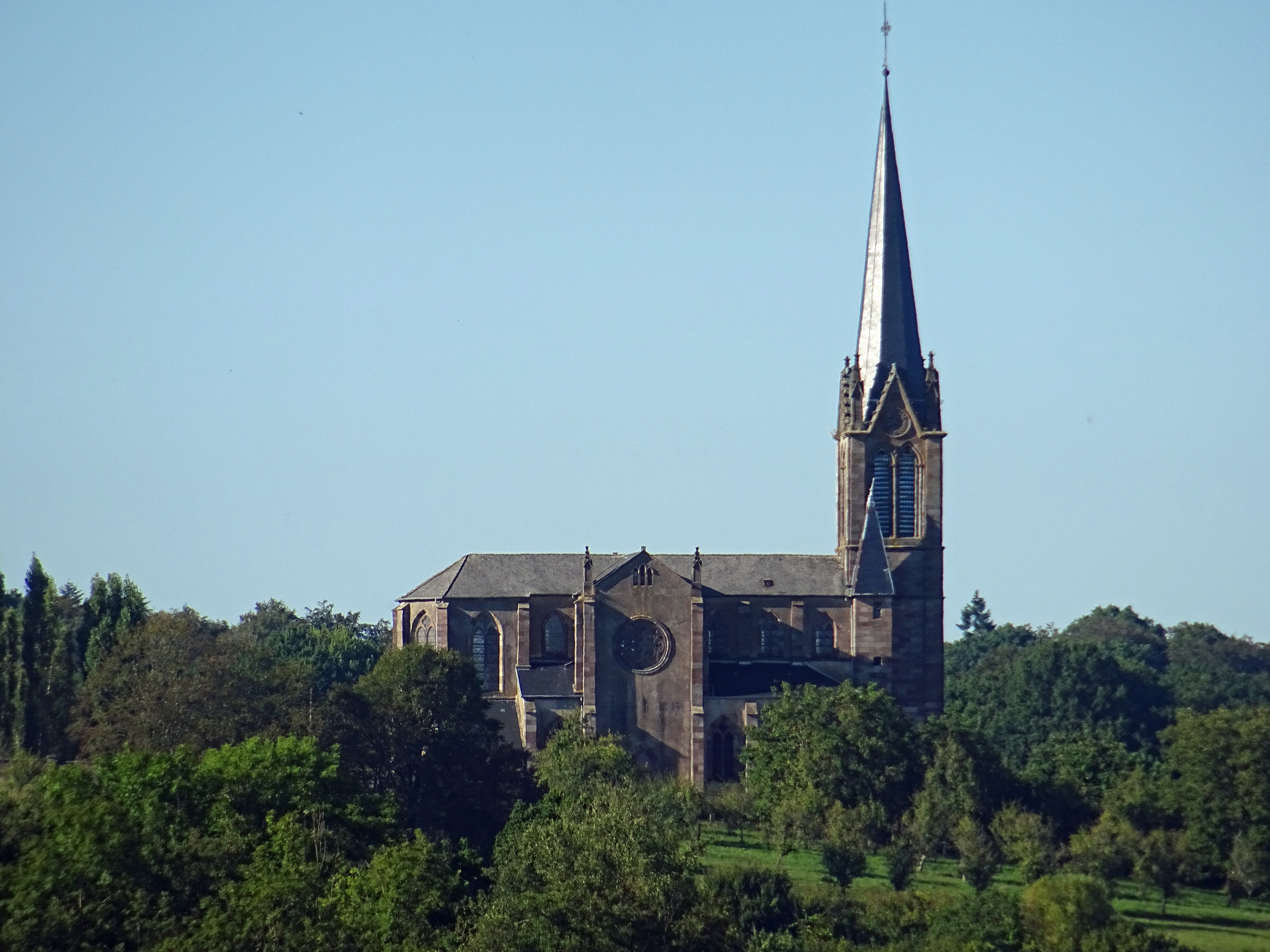
L'église.
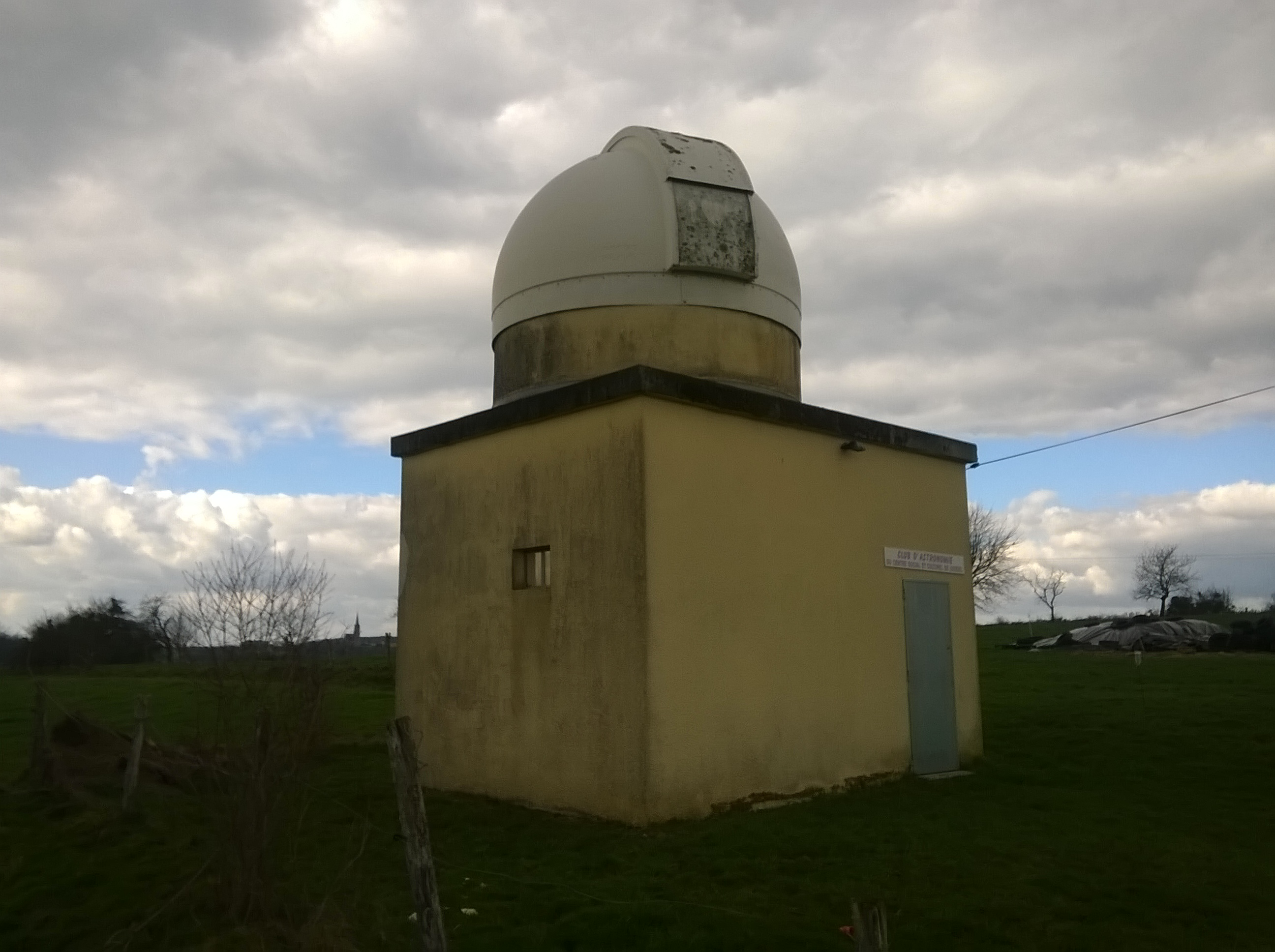
Observatoire astronomique du Beuchot.
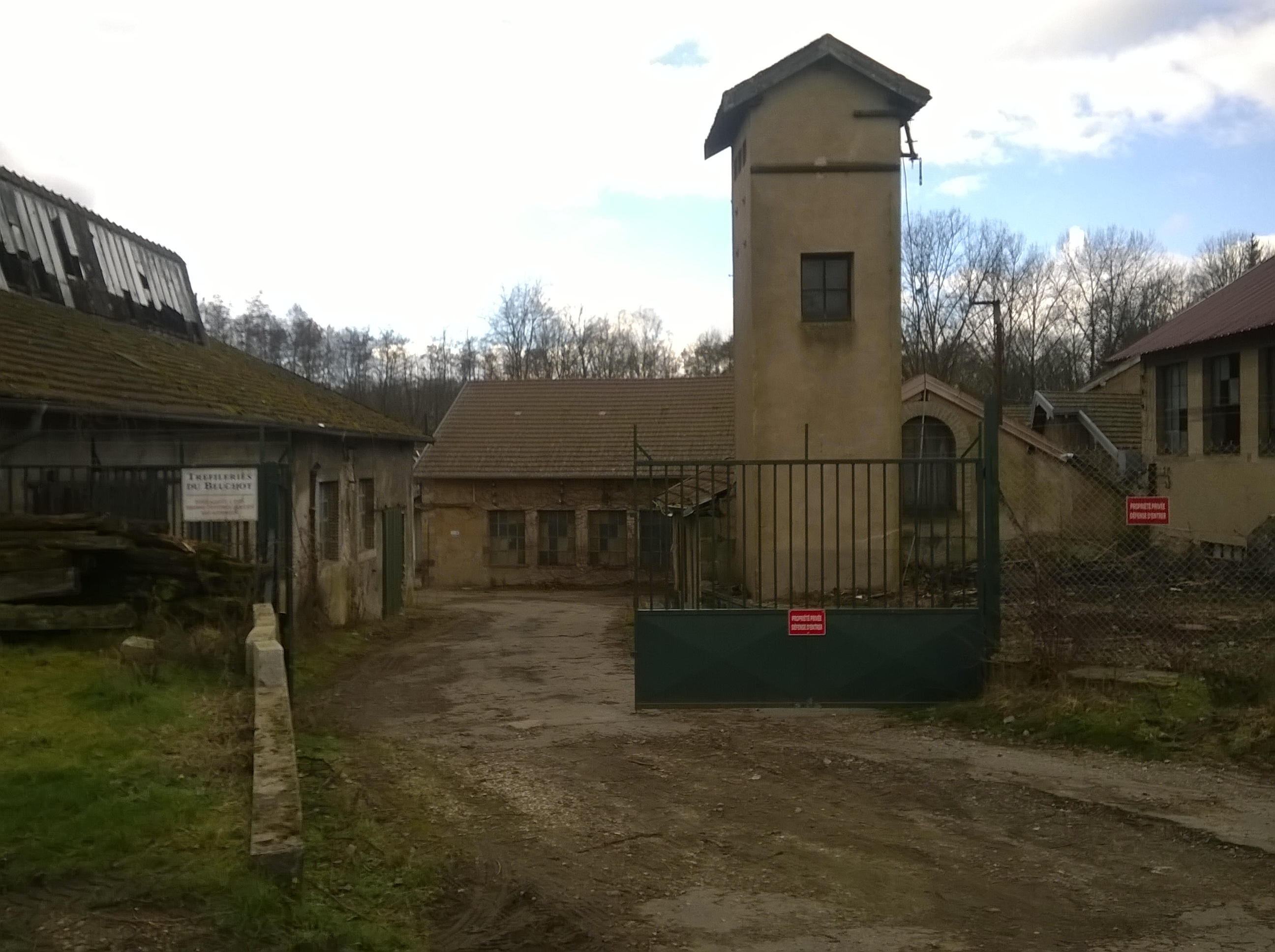
Ancienne tréfilerie du Beuchot.

### Personnalités liées à la commune
- Marie Dauguet

### Le Beuchot
Proche du centre du village, le hameau du Beuchot est composé de plusieurs bâtiments (photos ci-dessus) mais aussi d'habitations et de l'usine de tréfilerie.
Un ensemble constituant l'héritage de la famille du bâtisseur de l'usine et du hameau.
En 2023, les héritiers ont mis en vente le hameau pour la modique somme de plus de 2 millions 300 mille euros.

### Héraldique
| Blason de Hautevelle | Blason  | Coupé ondé : au 1er parti au I de gueules à une masse d'or et à une pince de tréfileur du même passées en sautoir, au II d'or à un chêne au naturel, au 2d d'azur à une carpe d'argent surmontée en flancs de deux croisettes recroisetées au pied fiché d'or. |
| Blason de Hautevelle | Détails | L'onde, l'azur et la carpe représentent l'étang du Beuchot. Le chêne renvoie au chêne multiséculaire dit de la Vierge et aux forêts de la commune. La masse et la pince représentent les forges puis la tréfilerie du Beuchot. Enfin, les croisettes figurent dans les armes du Barrois, dont Hautevelle fut une enclave avant d'être intégrée au royaume de France en 1766. Adopté en décembre 2020. |